# Matt Jones (Eishockeyspieler, 1983)
Matthew S. „Matt“ Jones (* 8. August 1983 in Downers Grove, Illinois) ist ein ehemaliger US-amerikanischer Eishockeyspieler, der im Verlauf seiner aktiven Karriere zwischen 2001 und 2009 unter anderem 106 Spiele für die Phoenix Coyotes in der National Hockey League (NHL) auf der Position des Verteidigers bestritten hat. Sein älterer Bruder Zach Jones war ebenfalls professioneller Eishockeyspieler.

## Karriere
Jones war zum Beginn seiner Juniorenzeit zunächst zwischen 1999 und 2001 bei den Green Bay Gamblers in der US-amerikanischen Juniorenliga United States Hockey League (USHL) aktiv. Mit den Gamblers gewann der Verteidiger bereits in seinem Rookiejahr die Meisterschaft der Liga in Form des Clark Cups. Nach den zwei Spielzeiten in der USHL begann Jones ein Studium an der University of North Dakota, wo er in den folgenden vier Jahren parallel für das Universitätsteam, die Fighting Sioux, in der Western Collegiate Hockey Association (WCHA) aktiv war. Die Division war in den Spielbetrieb der National Collegiate Athletic Association (NCAA) eingegliedert. Bis zum Abschluss seines Studiums schaffte es der Abwehrspieler in mehrere Auswahlteams berufen und im NHL Entry Draft 2002 in der dritten Runde an 80. Stelle von den Phoenix Coyotes aus der National Hockey League (NHL) ausgewählt zu werden.
Zur Saison 2005/06 erhielt der 22-Jährige einen Einstiegsvertrag bei den Phoenix Coyotes, der jedoch auch Gültigkeit für die American Hockey League (AHL) besaß. Dort kam Jones im Verlauf des Spieljahres hauptsächlich für Phoenix’ Farmteam, die San Antonio Rampage, zu Einsätzen. Er lief aber auch in 16 Partien für die Coyotes selbst auf. In den folgenden beiden Spielzeiten absolvierte er jeweils 45 weitere Spiele für Phoenix, war aber auch weiterhin sporadisch in San Antonio aktiv. Zum Ende der Saison 2008/09, die er komplett bei den Rampage verbracht hatte, zog sich der US-Amerikaner ein schweres Schädel-Hirn-Trauma zu. Er fiel daraufhin die gesamte Spielzeit 2009/10, während der er im März 2010 gemeinsam mit einem Viert- und Siebtrunden-Wahlrecht im NHL Entry Draft 2010 im Tausch für Lee Stempniak an die Toronto Maple Leafs abgegeben wurde, aus. Anschließend beendete er im Sommer 2010 seine aktive Karriere infolge der erlittenen Gehirnerschütterung. 

### International
Für sein Heimatland nahm Jones mit der U20-Nationalmannschaft der Vereinigten Staaten an der U20-Junioren-Weltmeisterschaft 2003 im benachbarten Kanada teil. Im Verlauf des Turniers, das für die US-Amerikaner auf dem vierten Rang endete, absolvierte der Verteidiger sieben Partien. Dabei bereitete er drei Tore vor.

## Erfolge und Auszeichnungen
- 2000 Clark-Cup-Gewinn mit den Green Bay Gamblers
- 2004 WCHA All-Tournament Team
- 2004 WCHA Second All-Star Team
- 2005 WCHA Third All-Star Team

## Karrierestatistik

### International
Vertrat die USA bei:
- U20-Junioren-Weltmeisterschaft 2003

(Legende zur Spielerstatistik: Sp oder GP = absolvierte Spiele; T oder G = erzielte Tore; V oder A = erzielte Assists; Pkt oder Pts = erzielte Scorerpunkte; SM oder PIM = erhaltene Strafminuten; +/− = Plus/Minus-Bilanz; PP = erzielte Überzahltore; SH = erzielte Unterzahltore; GW = erzielte Siegtore; 1 Play-downs/Relegation; Kursiv: Statistik nicht vollständig)